# Opius petiolatus
Opius petiolatus är en stekelart som beskrevs av Granger 1949. Opius petiolatus ingår i släktet Opius och familjen bracksteklar. Inga underarter finns listade i Catalogue of Life.